# Otto Matterstock
Otto Matterstock (* 19. Oktober 1889 in Karbach (Unterfranken); † 1961) war ein deutscher Generalleutnant des Heeres der Wehrmacht im Zweiten Weltkrieg.

## Leben
Matterstock trat am 19. Juli 1909 als Fahnenjunker in das 17. Infanterie-Regiment „Orff“ der Bayerischen Armee ein und avancierte Ende 1911 zum Leutnant. Im Laufe des Ersten Weltkriegs stieg Matterstock zum Hauptmann und Kompaniechef auf. Neben beiden Klassen des Eisernen Kreuzes wurde er mit dem Militärverdienstorden IV. Klasse mit Schwertern ausgezeichnet. 1916 geriet er während der Schlacht an der Somme bei Martinpuich in englische Kriegsgefangenschaft, wurde in der Schweiz interniert und 1918 nach Deutschland ausgetauscht.
Nach Ende des Krieges wurde er mehrmals versetzt, z. B. in das Reichswehr-Infanterie-Regiments 46, welches die Eingliederungseinheit nach der Auflösung des 17. Infanterie-Regiment „Orff“ war, und Anfang 1920 aus dem Militärdienst entlassen. Im Anschluss trat er der Bayerischen Landespolizei in Nürnberg bei.
Mitte 1934 wurde er in die Reichswehr übernommen, wurde erst Bataillonskommandeur im Infanterie-Regiment „Amberg“, ehemals 20. (Bayerisches) Infanterie-Regiment, und später im Infanterie-Regiment 41. Anfang Juni 1938 wurde er zum Kommandanten von Würzburg ernannt.
Mit der Mobilmachung anlässlich des Zweiten Weltkriegs am 1. September 1939 war er bis zum Ende des gleichen Jahres Kommandeur des Infanterie-Ersatz-Regiments 73 in Würzburg. Ab Dezember 1939 hatte er die Kommandantur des neu aufgestellten Infanterie-Regiments 330 der 183. Infanterie-Division in Münsingen inne und nahm am West- und Balkanfeldzug teil. Anfang Mai 1941 folgte das Kommando für die neu aufgestellte 716. Infanterie-Division, welche als Besatzungstruppe in Frankreich vorgesehen war, und dort auch operierte. Im April 1943 endete das Kommando von Matterstock und er wurde in die Führerreserve versetzt. Bereits Ende 1943 wurde er Kommandeur der 147. Reserve-Division, Standort Augsburg, mit Kampfeinsatz in der Ukraine (Sektor Zwiahel, Kiew und Korosten) und Anfang 1944 mit der Auflösung der 147. Reserve-Division schon wieder in die Führerreserve versetzt. Anschließend folgten weitere Versetzungen, u. a. als Kommandant Festungsabschnitt 44, Warthe-Übergänge Ost, im Wehrkreis XXI, und ab Februar 1945 als Kommandeur der Infanterie-Division Matterstock.
Matterstock war verheiratet und verfasste ab 1952 seine Feldzugserinnerungen.